# Jacques-Nicolas Lemmens
Jacques-Nicolas Lemmens (Zoele-Parwijs, langă Westerlo, Belgia, 3 ianuarie 1823 - Zemst, langă Mechelen, Belgia, 30 ianuarie 1881) a fost un compozitor și organist belgian.

### Compozițiune organistice
- Dix Improvisations dans le style sévère et chantant (1848)
- École d'Orgue, basée sur le plain-chant romain (Orgelschule, 1862), incl.:
  - Prélude à 5  (Grave) in E-flat major
  - Prière (Moderato cantabile) in E major
  - Fanfare (Allegro non troppo) in D major
  - Cantabile (Allegretto) in B minor
  - Final (Allegro) in D major
- Four organ pieces in free style : Allegretto in B flat, Christmas-Offertorium, Fantasia in A minor, Grand Fantasia (The Storm) in E minor (1866)
- Trois Sonatas (1874):
  - Sonate Nr. 1 "Pontificale" in D minor 
    - 1. Allegro moderato
    - 2. Adagio
    - 3. Marche Pontificale (Maestoso)
    - 4. Fuga (Fanfare)

  - Sonate Nr. 2 "O Filii" in E minor 
    - 1. Prélude (Allegro non troppo)
    - 2. Cantabile (Andante)
    - 3. Fuga (Allegro con fuoco)

  - Sonate Nr. 3 "Pascale" in A minor 
    - 1. Allegro
    - 2. Adoration (Andante sostenuto)
    - 3. Finale "Alleluia" (Maestoso recitando - Allegro)

## Sursa
- Lowell Lacey; '"Jaak-Nicolaas Lemmens" (1823-1881) in Adem. 1979.